# Serge André (psychanalyste)
Pour les articles homonymes, voir Serge André et André.
Serge André, psychanalyste belge, membre de l'École de la cause freudienne et de l’École belge de psychanalyse, né le 9 juillet 1948, décédé en 2004. Ses ouvrages Que veut une femme et L’imposture perverse ont été traduits en anglais, en espagnol, en portugais et en chinois.

## Ouvrages
- Que veut une femme, Paris, Éd. du Seuil, 1986
- L'imposture perverse, Paris, Éd. du Seuil, 1993 ; rééd. posthume aux Éditions QUE (reprises par les éditions Luc Pire) :

Posthumes
- Devenir psychanalyste... et le rester, Éditions QUE - Luc Pire , 2007
- L'épreuve d'Antonin Artaud et l'expérience de la psychanalyse, Éditions QUE - La Renaissance du livre , 2007
- Flac, roman, suivi de "L'écriture commence où finit la psychanalyse", Editions QUE - Luc Pire, 2008
- Qu'est-ce que la pédophilie ?, Éditions QUE - Luc Pire, 2008, avec Guidino Gosselin
- Le sens de l'Holocauste - Jouissance et Sacrifice, Éditions QUE - Luc Pire , 2010
- Le symptôme et la création, Éditions La Muette, 2010
- Lacan : points de repère, Lormont, Éditions Le bord de l'eau, 2011
- No sex, no future, Lormont, Éditions Le bord de l'eau, 2011
- Les perversions #1. Le fétichisme, Lormont, Le Bord de l'eau, coll. « La muette », 2013, 80 p.
- Les perversions #2. Le sadisme, Lormont, Le Bord de l'eau, coll. « La muette », 2013, 78 p.
- Les perversions #3. Le masochisme, Lormont, Le Bord de l'eau, coll. « La muette », 2013, 80 p.
- Les passagers de l'instant: Sommes-nous tous innocents de nos choix?, Librinova, 2021, 523 p.